# دن اوهرلیهی
دن اوهرلیهی (انگلیسی: Dan O'Herlihy؛ زاده ۱ مهٔ ۱۹۱۹ – درگذشته ۱۷ فوریه ۲۰۰۵) یک بازیگر اهل ایرلند بود. وی بین سال‌های ۱۹۴۴ تا ۱۹۹۸ میلادی فعالیت می‌کرد.
از فیلم‌ها یا برنامه‌های تلویزیونی که وی در آن نقش داشته است می‌توان به سفرهای جیمی مک‌فیترز، پلیس آهنی، شکست امن، پلیس آهنی ۲ اشاره کرد.